# ThisisYT

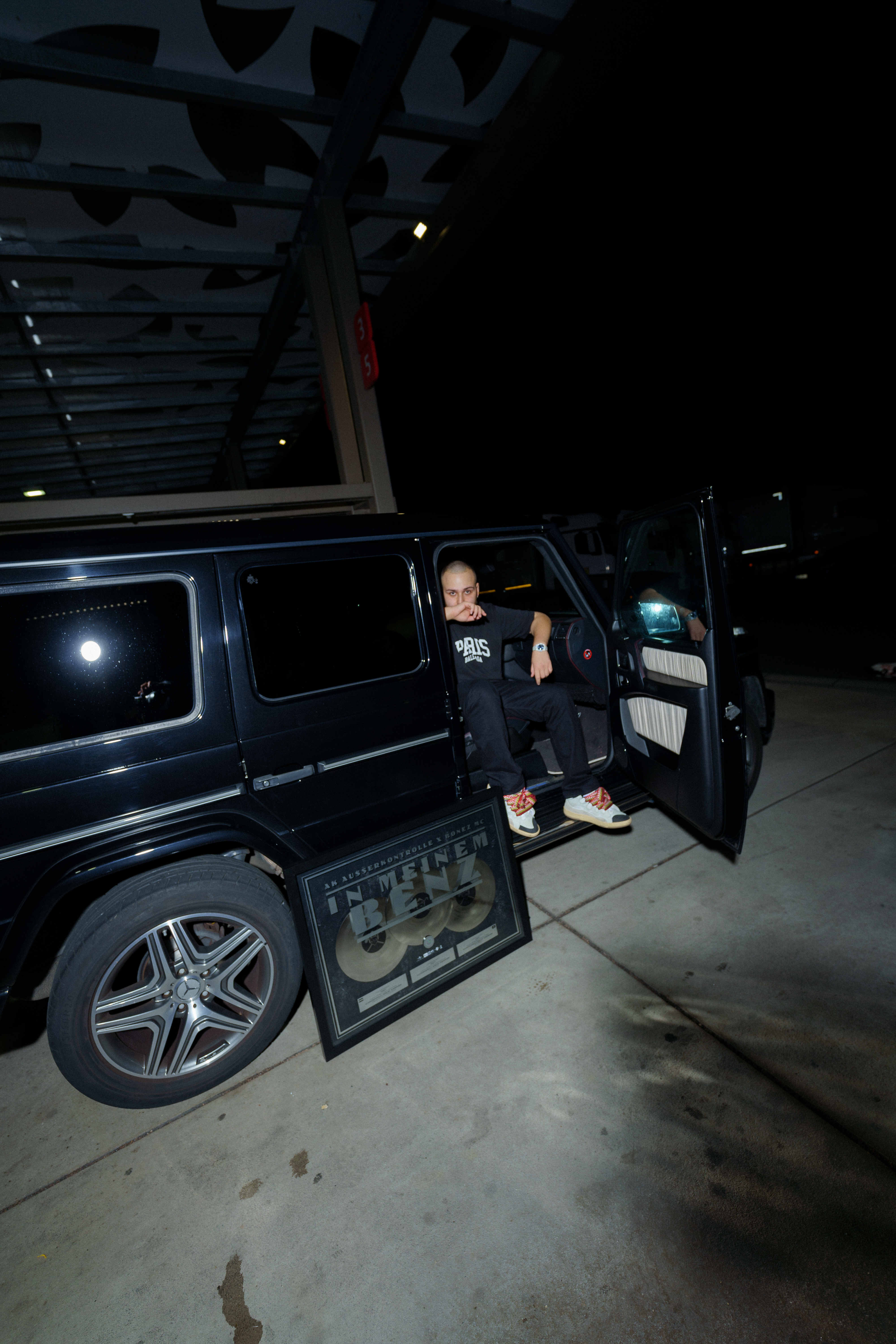
ThisisYT

ThisisYT (* 17. Februar 1997, bürgerlich Eldin Mukovic) ist ein deutscher Musikproduzent, der seit 2020 bei Sony Music Publishing unter Vertrag steht. Durch Produktionen wie „In Meinem Benz“ von AK Ausserkontrolle und Bonez MC machte er auf sich aufmerksam.

## Musikalischer Werdegang
Schon in jungen Jahren war das Produzieren von Musik immer eine Herausforderung für Eldin Mukovic. 2009/2010 veröffentlichte er unter seinem ersten Künstlernamen „YTBeatzz“ auf YouTube seine ersten Beats. 2011 kam das erste Lied “Tony Yayo – White Sheets feat. Waka Flocka Flame & Yo Gotti” heraus, welches er produzierte. Ebenfalls produzierte er Beats für amerikanische Künstler, wie Young Dolph, Doe Boy, DJ Paul etc.
In der Zwischenzeit erschienen Lieder wie „In Meinem Benz“, das bis dato den Gold- und Platinstatus in Deutschland, Schweiz und Österreich und ebenfalls Platz 1 in den deutschen und österreichischen Charts erreichte.
Daraufhin stieg ebenfalls das Album A.S.S.N. 2 auf Platz eins der deutschen Albumcharts. Wenig später kamen weitere Kollaborationen mit Künstlern zustande, wie 18 Karat, Bojan, Samra, Anonym, Undacava uvm.

## Charts und Chartplatzierungen
ThisisYT als Autor und Produzent in den Charts

| Jahr | Titel Album               | Höchstplatzierung, Gesamtwochen, AuszeichnungChartplatzierungen (Jahr, Titel, Album, Platzierungen, Wochen, Auszeichnungen, Anmerkungen) | Höchstplatzierung, Gesamtwochen, AuszeichnungChartplatzierungen (Jahr, Titel, Album, Platzierungen, Wochen, Auszeichnungen, Anmerkungen) | Höchstplatzierung, Gesamtwochen, AuszeichnungChartplatzierungen (Jahr, Titel, Album, Platzierungen, Wochen, Auszeichnungen, Anmerkungen) | Anmerkungen                                                                                             |
| Jahr | Titel Album               | DE | AT | CH | Anmerkungen                                                                                             |
| ---- | ------------------------- | --- | --- | --- | --- |
| 2020 | In meinem Benz A.S.S.N. 2 | DE1 Platin · (26 Wo.)DE | AT1 Platin · (26 Wo.)AT | CH11 Platin · (21 Wo.)CH | Erstveröffentlichung: 29. Mai 2020 Verkäufe: + 430.000 Interpret(en): AK Ausserkontrolle feat. Bonez MC |

## Diskografie
- 2019: Nura – Keiner hat gefragt
- 2019: Hamada – Octagon
- 2019: Hemso – Push
- 2020: Hemso – Wo bist du feat. Ramo
- 2020: Hemso – Hau den Stein
- 2020: Hemso – Big Dreams
- 2020: Brecho – Du weißt wo ich bin
- 2020: Brecho – Egal wie
- 2020: Brecho – Im Dschungel
- 2020: Brecho – Ich mache
- 2020: Hamada – Bulletproof
- 2020: Hamada – Kopfkino
- 2020: Hamada – Diese Zwei feat. Brecho
- 2020: Hamada – Straffällig
- 2020: Hamada – Bei Nacht
- 2020: Hemso – Klick klack
- 2020: Hemso – Im Ghetto feat. Brudi030
- 2020: Hamada – Unser Ding
- 2020: Hamada – Nacht und Nebel feat. Brecho & Hemso
- 2020: AK Ausserkontrolle – In Meinem Benz feat. Bonez MC
- 2020: Hamada – Skrupellos
- 2020: Hamada – Zeit feat. Bato
- 2020: Hamada – Wenn der Staub sich legt
- 2020: Hamada – Knockout feat. 18 Karat
- 2020: Hamada – EMA
- 2020: Hamada – Taschen Voll feat. Play69
- 2020: 18 Karat – Cosa Nostra
- 2020: 18 Karat – Traffic[3]
- 2020: Brecho – Durch die Tür
- 2020: Brecho – Ghetto Diamant
- 2020: Brecho – Gott sei Dank
- 2020: Brecho – Balla Balla
- 2020: Brecho – Mein Weg
- 2020: Brecho – Mit allen Xtras
- 2020: Brecho – Keine Zeit
- 2020: Brecho – Tupac
- 2020: Sipo – Gilette feat. Undacava
- 2020: 18 Karat – Verrückt[4]
- 2020: Hemso – Für die Blocks
- 2020: Play69 – Gestern Nix heute Star feat. Samra[5]
- 2020 Undacava, Pablokk, Jason – Lupenrein
- 2020: Hemso – Digiwaage
- 2020: Play69 – I’m a Criminal feat. 18 Karat[6]
- 2020: 18 Karat – Familie[7]
- 2021: 18 Karat – PGP
- 2021: 18 Karat – Käfig aus Gold
- 2021: 18 Karat – Fuck Fake Friends
- 2021: Play69 – Usain Bolt
- 2021: Play69 – Pop Smoke feat. Fero47[8]
- 2021: Play69 – Safe feat. Azad
- 2021: Play69 – Babylon 2 (Album)
- 2021: Asche – Deathnote
- 2021: Samra feat. Bojan – Paradies
- 2021: Hemso feat. 18 Karat – Werd reich oder stirb arm
- 2021: Hemso – Teufel
- 2021: Hemso – Gasolina
- 2021: Hemso – Multikriminell
- 2021: Bojan – Marlboro Gold
- 2021: Bojan feat. Samra – Raffaelo
- 2021: Anonym – Segen & Fluch
- 2021: Undacava feat. Pablokk – Bessere Zeiten
- 2021: 18 Karat – Revision
- 2021: Bojan – Wolken
- 2021: 18 Karat feat. Kollegah – Nur noch einmal
- 2021: Bojan feat. Kc Rebell & Lune – Wohin
- 2022: 18 Karat – Lade die AK
- 2022: 18 Karat – Kehrseite der Medaille
- 2022: 18 Karat feat. Farid Bang – It was all a Dream
- 2022: 18 Karat – Express
- 2022: 18 Karat – Volles Magazin 2.0
- 2022: 18 Karat – Gangsta Gangsta 2.0
- 2022: 18 Karat – Ohne Plan B
- 2022: 18 Karat feat. Hamada, Hemso & Brecho – Wir sind Echt
- 2022: 18 Karat feat. Olexesh – Ghetto
- 2022: 18 Karat – Bad Boy
- 2022: 18 Karat – White Devil
- 2022: 18 Karat – Pulsrasen
- 2022: 18 Karat – Untouchable
- 2022: 18 Karat – All Eyez on Me
- 2022: Hamada – Bist du da
- 2022: Hamada – Belstaff
- 2022: Samra, Bojan, Anonym – MVP
- 2022: Samra, Bojan, Anonym – When I Die
- 2022: Kollegah – Sinner
- 2022: Bojan – Parabellum
- 2022: Kollegah – Shutupmoney
- 2022: Kollegah feat. Dutchavelli – Medusa Face
- 2022: Bojan – Melodie
- 2022: Yakary – T.S.O.P.
- 2022: Yakary – You & I
- 2022: Bojan, Jamule – Sternhimmeldach
- 2022: Kianush, Pa Sports – Killuminati
- 2022: Samra, Bojan – Ghettokidz
- 2023: Yakary – Ketamin
- 2023: Yakary – Besiktas
- 2023: Yakary – Bubu
- 2023: Yakary – Papaoutai
- 2023: Bojan – Babe
- 2023: Milano – Engel ohne Flügel
- 2023: Jamule - Rakata